# Andrzej Kazimierz Potocki

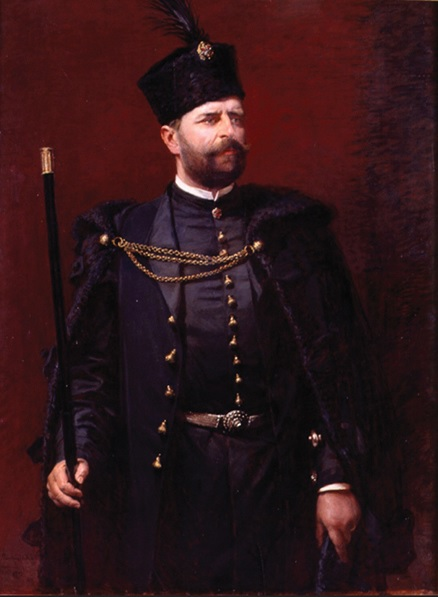
Graf Andrzej Potocki

Graf Andrzej Kazimierz Potocki (* 10. Juni 1861 in Krzeszowice bei Krakau; † 12. April 1908 in Lemberg) war ein polnischer Adeliger, Großgrundbesitzer und Politiker aus dem Adelsgeschlecht der Potockis. Er wurde im galizischen Parlament in Lemberg von einem ukrainischen Nationalisten erschossen.
Andrzej Potocki war ein Sohn des konservativen Politikers Adam Potocki (1822–1872). Nach einem Jurastudium an der Universität Krakau wurde ihm 1884 der Doktortitel verliehen. Als Großgrundbesitzer gehörten ihm neben seinem Geburtsort Krzeszowice auch Kamjanka-Buska und weitere Ländereien. Von 1901 bis 1902 war der Landmarschall des Galizischen Landtags. Von 1903 bis zu seinem Tod 1908 war er Statthalter des österreichischen Kronlandes Galizien. 1907 wurde er von Kaiser Franz Joseph zum Ritter vom Orden vom Goldenen Vlies ernannt. Am 12. April 1908 wurde er im Audienzzimmer des Lemberger Parlaments vom ukrainischen Philosophiestudenten Myroslaw Sitschynskyj (1887–1979) mit sechs Pistolenschüssen ermordet. Er hinterließ seine Gattin Krystyna geb. Tyszkiewicz (1866–1952), sechs Töchter und drei Söhne. Als letztes Wort Potockis wird eine Loyalitätsbekundung an den Kaiser überliefert: Sagen Sie seiner Majestät, dass ich sein treuer Diener war.